# Marie Hardiman
Pour les articles homonymes, voir Hardiman.
Marie Hardiman, née le 21 juillet 1975 à Walsall, est une nageuse britannique.

## Carrière
Marie Hardiman remporte aux Championnats d'Europe de natation 1993 à Sheffield la médaille de bronze sur 200 mètres brasse
Aux Jeux du Commonwealth de 1994 à Victoria, elle est médaillée d'argent du relais 4 x 100 mètres quatre nages.
Aux Jeux olympiques d'été de 1996 à Atlanta, elle termine sixième de la finale B du 200 mètres brasse.